# Osnîkî, Cerneahiv
Osnîkî (în ucraineană Осники) este un sat în comuna Vîsoke din raionul Cerneahiv, regiunea Jîtomîr, Ucraina.
Localitatea face parte din regiunea istorică Volânia, iar după tratatul de pace de la Riga din 1921 a devenit parte a Uniunii Sovietice.

## Demografie
Componența lingvistică a localității Osnîkî
     Ucraineană (98,06%)
     Rusă (1,94%)
Conform recensământului din 2001, majoritatea populației localității Osnîkî era vorbitoare de ucraineană (98,06%), existând în minoritate și vorbitori de rusă (1,94%).